# Camp Bondsteel

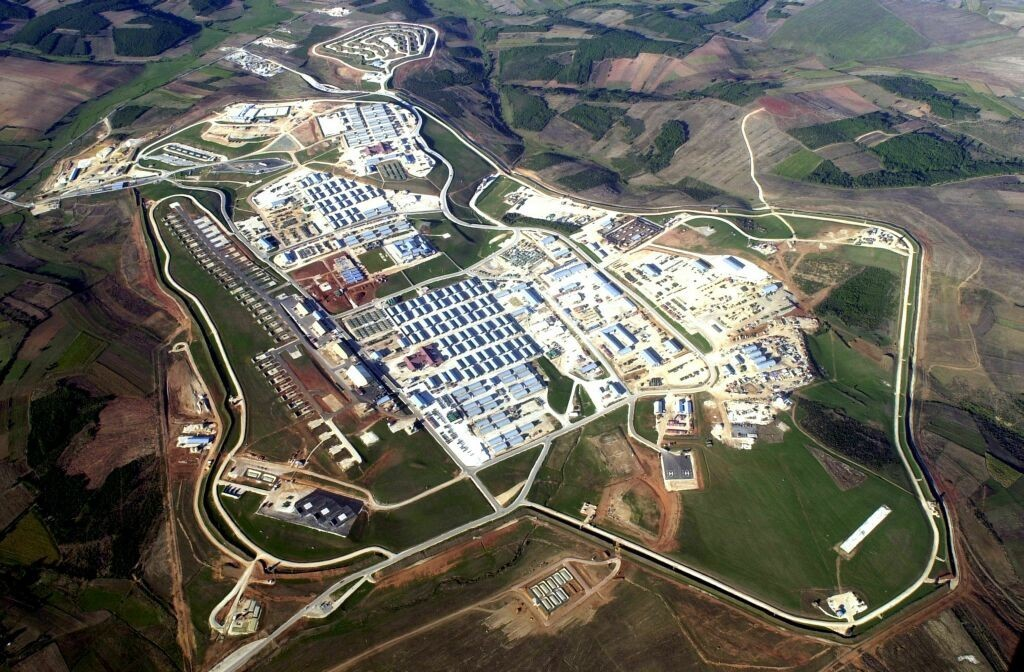
Vista aérea de Camp Bondsteel.

Camp Bondsteel é a principal base militar do Exército dos Estados Unidos (sob o comando da KFOR) no Kosovo, e a maior do mundo fora do território estadunidense. Localizada perto de Uroševac, na parte oriental do Kosovo, a base serve como sede da OTAN e do Grupo Oriental do KFOR. Foi batizado com o nome do Sargento James Leroy Bondsteel, condecorado com a Medalha de Honra do Exército dos Estados Unidos na Guerra do Vietnã.

## Características
Em junho de 1999, imediatamente após o bombardeio da OTAN a Iugoslávia, forças dos Estados Unidos apreenderam 1.000 hectares de terra perto de Uroševac, próximo da fronteira com a República da Macedônia, iniciando a construção do aquartelamento, incorporado em uma rede de bases americanas em ambos os lados da fronteira entre o Kosovo e a Macedônia. Em menos de três anos foi transformado de um acampamento de tendas em um complexo auto-suficiente de alta tecnologia habitada por cerca de 7.000 soldados, três quartos de todas as tropas estadunidenses estacionadas no Kosovo.
A base é abrangida por 25 quilômetros de estradas e abriga mais de 300 edifícios. É cercada por 14 quilômetros barreiras de terra e de concreto, 84 quilômetros de arame farpado e 11 torres de vigia. Cerca de 55 helicópteros, incluindo os utililitários UH-60 Black Hawk e de ataque AH-64 Apache, têm base em Bondsteel, e, embora não haja pista de pouso para as aeronaves de asa fixa (aviões), a sua localização permite a possibilidade de sua construção. Há planos para no futuro substituí-la em suas funções para com a Base Aérea de Aviano, na Itália.

## Função

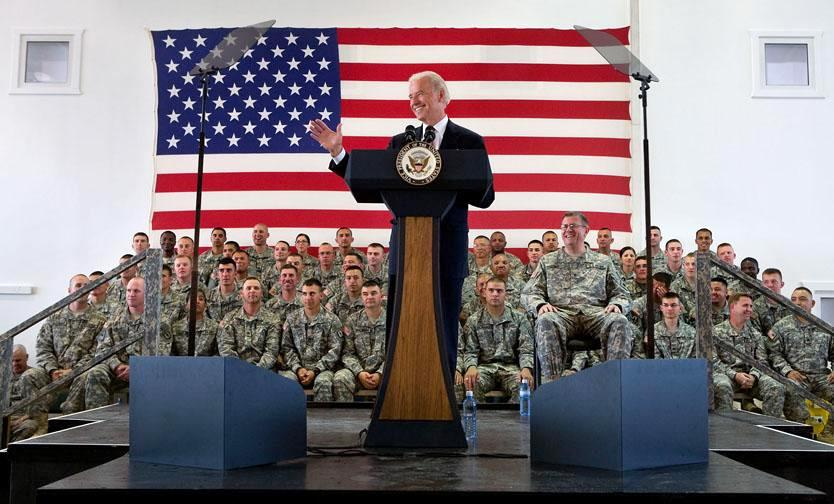
O vice-presidente estadunidense Joe Biden durante uma visita a Camp Bondsteel em maio de 2009.

Embora a instalação foi criada como resultado da intervenção direta da OTAN na Guerra do Kosovo, sob o pretexto de proteger os civis, nos últimos tempos tem vindo a ganhar peso à teoria de que Camp Bondsteel foi criada para beneficiar interesses estratégicos dos Estados Unidos nos Bálcãs. Antes do conflito no Kosovo, The Washington Post havia advertido que "com o Oriente Médio cada vez mais frágil, necessita-se de bases e direito de voo sobre os Bálcãs para proteger o petróleo do Mar Cáspio".
A base está localizada numa área de elevado interesse estratégico, ao lado do Oriente Médio, do Cáucaso e da Rússia, e permite o controle sobre oleodutos e corredores energéticos vitais, como o Trans-Bálcãs, onde as multinacionais estadunidenses, como a Halliburton Oil tem forte presença.

## Controvérsias
Vários meios de comunicação têm relatado que desde a construção da base, e no contexto da Guerra do Kosovo, intensificaram-se as atividades criminosas da organização terrorista Exército de Libertação do Kosovo (ELK). Segundo alguns observadores, o ELK agiu com uma quase total impunidade na área controlada pelos Estados Unidos, apesar da alta tecnologia das instalações da inteligência militar em Bondsteel.
Em 2002, foi relatado que Camp Bondsteel era usado pelos militares estadunidenses como campo de detenção ilegal alternativo ao Campo de Guantánamo, assim que foi inspecionado pelo Comissário para os Direitos Humanos do Conselho da Europa, Álvaro Gil-Robles, que provou a sua existência descrevendo como uma "versão menor de Guantánamo" e pediu às autoridades seu desmantelamento.
O jornal suíço Weltwoche relatou: "Um relatório do Instituto Alemão de Berlim para a Política Europeia produzido no ano passado em nome do exército alemão ... é particularmente crítico do papel dos Estados Unidos, que tinham obstruído as investigações europeias e que havia sido aberta até extorsão política pela existência de um centro de detenção secreto da CIA com base na Camp Bondsteel, no Kosovo...”